# Martín Lumbreras Peralta
Martín Lumbreras y Peralta, también conocido como Martín de San Nicolás, (Zaragoza, noviembre de 1598-11 de noviembre de 1632) fue un misionero católico español. Fue beatificado en abril de 1989 por el Papa Juan Pablo II.

## Primeros años
Martín Lumbreras y Peralta nació en Zaragoza (España), en una familia noble, el 8 de noviembre de 1598. Fue bautizado el 10 de noviembre de 1598 en el Pilar. Tomó el hábito de un agustinos recoleto en Borja, tomando los votos en Zaragoza en 1619. Su nombre religioso era Padre Juan de San Nicolás.

## Misionero
En julio de 1622, Peralta zarpó de Cádiz a Filipinas, a donde llegó en 1623. Como resultado de la persecución y el retiro de los misioneros en Japón, sus superiores lo asignaron a Manila, para servir como sacristán mayor y luego como maestro de novicios. Durante sus años en Filipinas promovió enormemente la devoción a la Virgen del Pilar, a la que dedicó un cuadro y un altar en la Iglesia de San Nicolás de Tolentino de los Agustinos.
Peralta todavía tenía un fuerte deseo de evangelizar Japón. En carta, fechada el 4 de agosto de 1631, anunció su deseo de este apostolado al vicario general y exactamente un año después, el 4 de agosto de 1632, partió de Manila hacia Japón, en compañía del padre Melchor de San Augustin, quien sería su compañero constante hasta su martirio. Ambos llegaron a Nagasaki ocho días después. Había surgido hostilidad entre los comerciantes chinos, que les dieron paso a Japón. Uno de estos comerciantes denunció su entrada en Japón a las autoridades de Nagasaki. Al enterarse de esta traición, Peralta y Melchior, huyeron a las montañas, donde se hicieron amigos del padre dominico Domingo Ibáñez de Erquicia. Fueron instruidos en el idioma japonés. Su ansiedad pronto los empujó hacia una ciudad donde, descubiertos y reconocidos por agentes del gobierno, fueron arrestados el 3 de noviembre de 1632. El gobierno intentó hacerles renunciar al cristianismo.

## Martirio
El 11 de noviembre de 1632, estos sacerdotes agustinos fueron conducidos al lugar de su ejecución, mediante el método de hi-aburi (castigo con quema en la hoguera). Melchor murió cuatro horas después del inicio de la ejecución, mientras que Peralta, ante el asombro de los espectadores, aguantó dieciocho horas.
Peralta y Melchor fueron venerados mediante la promulgación del decreto sobre el martirio el 28 de noviembre de 1988. Ambos fueron beatificados el 23 de abril de 1989 por el Papa Juan Pablo II y su fiesta se celebra el 11 de diciembre.